# Ноемвриана
Ноемвриана (на гръцки: Νοεμβριανά) или Ноемврийските събития, останали още с наименованието Гръцка вечерня (по аналогия със Сицилианската вечерня) е гръцки политически конфликт довел до въоръжен сблъсък в Атина между роялисткото правителството на Гърция и силите на съюзниците от Антантата - за неутралитета, или не, на Гърция по време на Първата световна война.
Гръцкият крал Константинос I резидира в Атина е и против участието на страната в ПСВ. От друга страна Елевтериос Венизелос, с подкрепа на съюзническите войски дебаркирали в Солун след провала на дарданелската операция, иска Гърция да влезе в ПСВ на страната на Антантата, под предлог заемането на рупелския проход от българската армия. Кралят и роялисткото правителство от Атина държат да не се оказва съпротива на българите, което на практика води до създаването на паралелно гръцко правителство в Солун начело с бившия министър-председател Елефтериос Венизелос, наречено Временно правителство на националната отбрана.
Политиката на Венизелос на практика разделя Гърция и предизвиква няколко демонстрации в Атина срещу намесата на Антантата във вътрешните работи на страната. Опасенията от избухването на гражданска война в страната води до въвеждането на англо-френски военен контингент в Атина на 1 декември (18 ноември стар стил) 1916 г. По улиците на Атина започват демонстрации, безредици и престрелки завършили с близо 300 убити и ранени и продължили три дни. Съпротивата срещу нахлуването на англо-френския контингент се води от Йоанис Метаксас и Виктор Дусманис посредством Общогръцката асоциация на резервистите (Πανελλήνιος Ένωση Επιστράτων). Те са прекратени със споразумение по силата на което кралското правителство се съгласява да изтегли гръцката армия от Тесалия и Катерини, за да не застрашава в гръб съюзническия контингент в Солун. Ноемвриана е прелюдия към последвалата национална схизма. 
Крал Константинос I, ползващ се с подкрепата на руското царско правителство, се вижда принуден да направи и други отстъпки през 1917 г. под натиска на Антантата и най-вече на Франция, заради военноморска блокада на Атина. В крайна сметка, в хода на френска окупация на Тесалия, Константинос I абдикира на 15 юни 1917 г. в полза на сина си Александрос I, а Елефтериос Венизелос присъединява Гърция към Антантата в Първата световна война.
По време на ВСВ по улиците на Атина се разиграват аналогични събития по-известни като декемвриана.